# Kaバンド
Kaバンド（ケーエーバンド）は電磁スペクトルのマイクロ波の中でも、周波数範囲 26.5–40 GHz、すなわち波長範囲 1 cm 強から 7.5 mm である帯域のこと。Kaは "K-above"（Kの上）の略であり、これは NATO Kバンドの上の部分であることが由来である。 NATO Kバンドは真ん中の部分に 22.24 GHz の大気水蒸気共鳴ピークを含み、その部分での長距離伝送が不可能であったため、Ku, K, Kaの 3つに分割された。 30/20 GHz 帯の通信衛星、 27.5 GHz と 31 GHz 帯のアップリンク、および軍用航空機に搭載されている高解像度近接レーザーで使われている。この帯域のいくつかの周波数は法執行機関による車両速度の検出に使われている。ケプラーのミッションではこの周波数帯を用いて宇宙望遠鏡により収集された科学的データをダウンリンクしている。
KaバンドのKはドイツ語で「短い」を意味する言葉 "kurz" に由来する。
衛星通信では、 Kaバンドにより高い帯域幅での通信が可能となる。これはインマルサットI-5システムで使われ、イリジウム衛星やジェイムズ・ウェッブ宇宙望遠鏡で使われる予定である。KaバンドはKuバンドよりも降雨減衰の影響を受けやすく、Kuバンドはまた、Cバンドよりも影響を受けやすい。
この周波数は宇宙マイクロ波背景放射実験により一般的に使われている。
第5世代移動通信システムは Ka帯域 (28, 38, 60 GHz) と部分的に重複している。